# Saint-Julien-du-Verdon
Pour les articles homonymes, voir Saint-Julien.
Saint-Julien-du-Verdon est une commune française, située dans le département des Alpes-de-Haute-Provence en région Provence-Alpes-Côte d'Azur.
Le nom de ses habitants est Pelugnes.

## Géographie

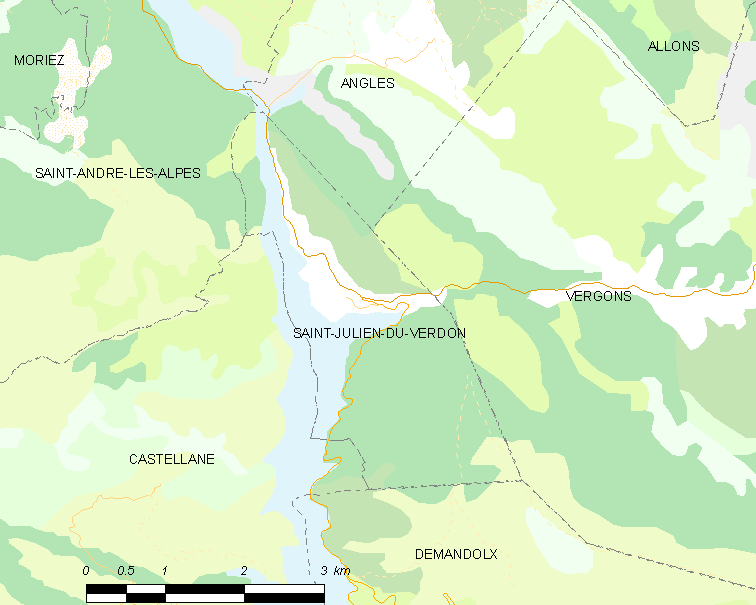
Saint-Julien-du-Verdon et les communes voisines (Cliquez sur la carte pour accéder à une grande carte avec la légende).

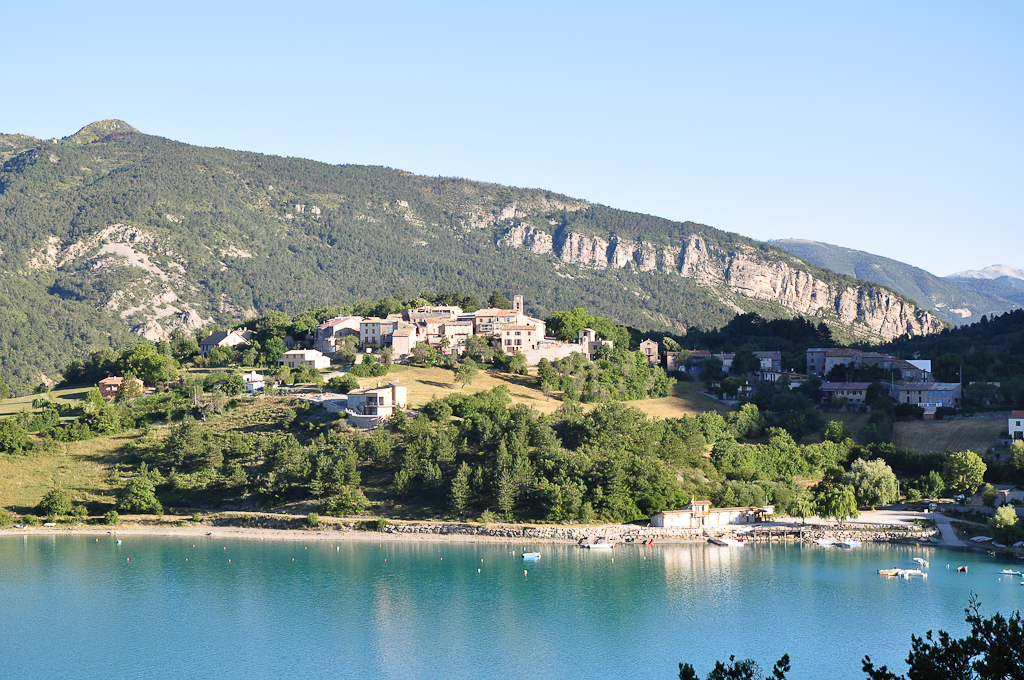
Le village sur sa presqu’île

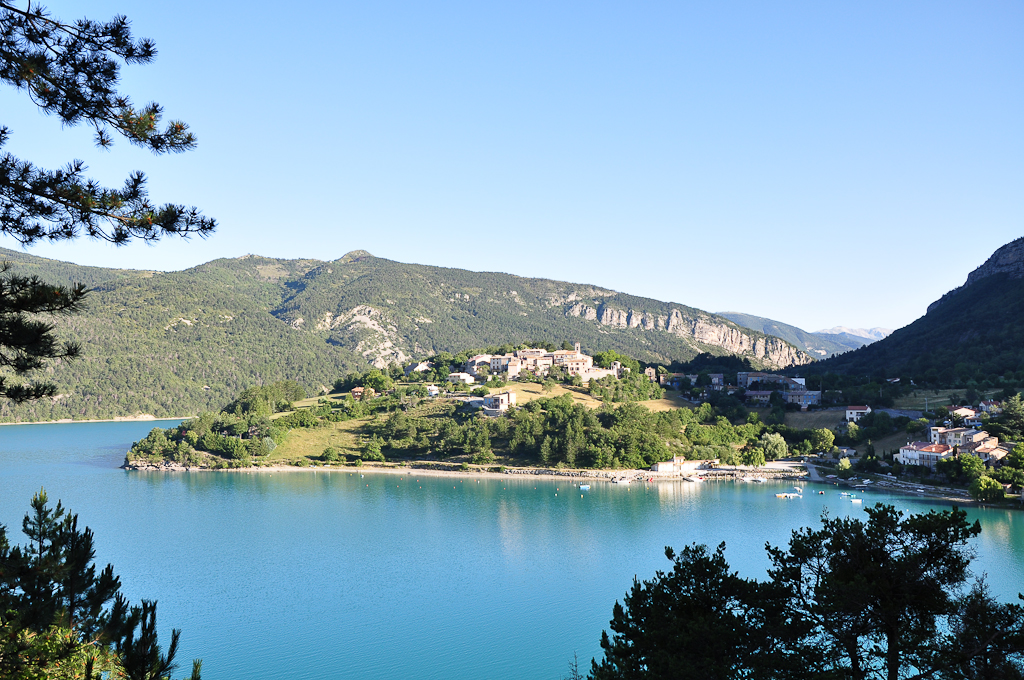
Saint-Julien et le Verdon

Saint-Julien-du-Verdon est une des 46 communes adhérentes du Parc naturel régional du Verdon.
Les communes limitrophes de Saint-Julien-du-Verdon sont Angles, Vergons, Demandolx, Castellane et Saint-André-les-Alpes.

### Géologie
L'Atlas des paysages des Alpes de Haute-Provence sur "Le Pays du Lac de Castillon" a mis en relief la richesse naturelle des sites du village.

### Relief
Saint Julien du Verdon est situé sur le flanc d'un exposé au sud, dans un cirque de montagnes boisées de pins et de chênes.
Le village est perché en hauteur (à 914 m d’altitude), le lac en fait une presqu’île et les maisons sont à proximité du rivage et du lac.

### Hydrographie
Cours d'eau sur la commune ou à son aval  :
- La commune est traversée par le Verdon (rive gauche), aujourd’hui immergé avec une grande partie du territoire de la commune sous le lac de Castillon.
- rivière le riou, affluent de la Vésubie,
- torrent d'angles,
- vallon de pardigon.

L'hydrographie de la commune s'inscrit dans l'hydrographie d'ensemble du vaste bassin supérieur du Verdon, ce qui explique les mesures prises globalement pour la préservation des ressources en eau et du milieu naturel aquatique.

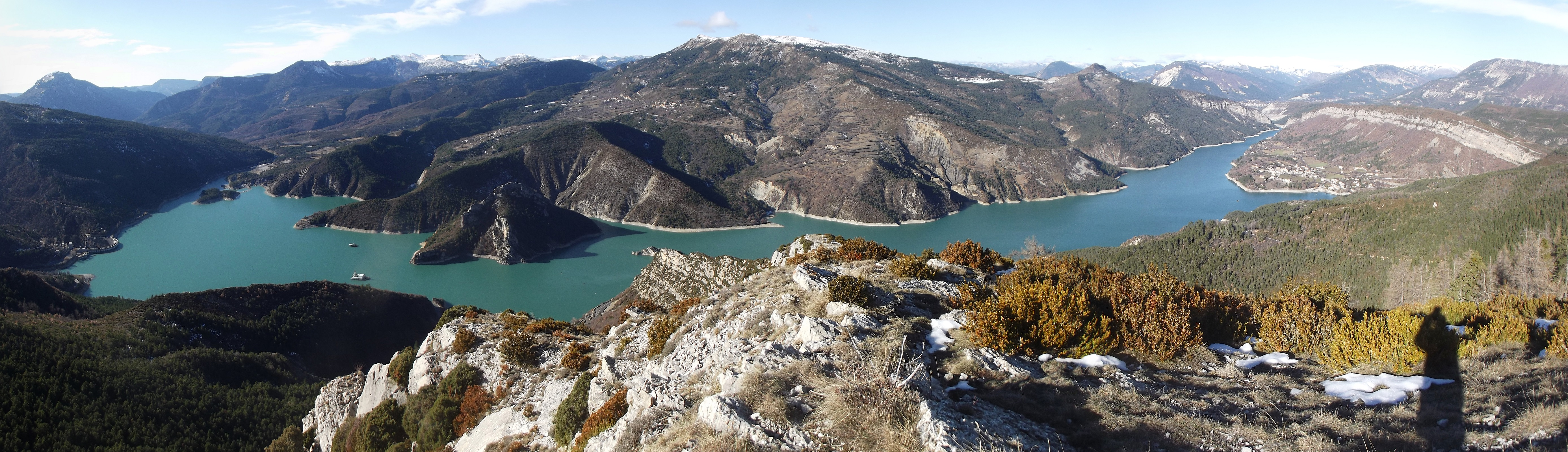
Lac de Castillon (partie sud) vu de la Colle.

### Environnement
La commune compte 384 ha de bois et forêts, soit 62 % de sa superficie.

### Transports
La route nationale 202 passe à la lisière du village.

### Risques naturels et technologiques
Aucune des 200 communes du département n'est en zone de risque sismique nul. Le canton de Saint-André-les-Alpes auquel appartient Saint-Julien-du-Verdon est en zone 1b (sismicité faible) selon la classification déterministe de 1991, basée sur les séismes historiques, et en zone 4 (risque moyen) selon la classification probabiliste EC8 de 2011. La commune de Saint-Julien-du-Verdon est également exposée à trois autres risques naturels :
- feu de forêt ;
- inondation ;
- mouvement de terrain.

La commune de Saint-Julien-du-Verdon est de plus exposée à un risque d’origine technologique, celui de transport de matières dangereuses par route. La route nationale 202 peut être empruntée par les transports routiers de marchandises dangereuses.
Aucun plan de prévention des risques naturels prévisibles (PPR) n’existe pour la commune mais le Dicrim existe pas depuis 2011.
La commune a été l’objet d’un arrêté de catastrophe naturelle pour des inondations et des coulées de boue en 1994.

### Toponymie
D’après Ernest Nègre, la plus ancienne forme connue du nom de la commune, Sancto Juliano (vers 1300), fait référence à l’église et au saint Julianus.

## Histoire
Auguste fait la conquête de la vallée du Verdon en même temps que celle des Alpes, qu’il achève en 14 av. J.-C.. Il est difficile de connaître le nom du peuple gaulois qui peuplait la vallée : il est possible que le territoire des Vergunni (actuelle commune de Vergons) ait englobé le territoire de l'actuel Saint-Julien-de-Verdon, tout comme il est possible que son territoire ait été contrôlé par les Suetrii qui peuplaient la moyenne vallée du Verdon.
Dans tous les cas, la conquête romaine met fin à cette période d'indépendance entre 23 et 13 av. J.-C.. Le nom de la civitas dont Saint-Julien dépendait au Haut-Empire est aussi difficile à élucider : Eturamina (Thorame), Civitas Saliniensum (Castellane) ou Sanitensium (Senez). À la fin de l’Empire romain, le rattachement à celle de Sanitensium, et à son diocèse, semblent avérés.
La localité apparaît pour la première fois dans les chartes en 1259 (Sanctus Julianetus). Son nom viendrait du pont romain, dit pont Julien sur le Verdon (rivière) (à proximité et sur la commune de Saint-André-les-Alpes), effondré au XVIIe siècle et rebâti en 1698.
Les seigneurs du lieu sont successivement les Castellane du XIIIe au XVIIe siècle et les Villeneuve au XVIe siècle. La communauté relève de la viguerie de Castellane. L’église paroissiale relevait de l’abbaye de Lérins. Les Templiers y avaient une petite maison, dépendant de la commanderie de Biot.
Durant la Révolution, la commune compte une société patriotique, créée après la fin de 1792. Pour suivre le décret de la Convention du 25 vendémiaire an II invitant les communes ayant des noms pouvant rappeler les souvenirs de la royauté, de la féodalité ou des superstitions, à les remplacer par d'autres dénominations, la commune change de nom pour Villeverdon ou Ille-Verdon.
La Révolution et l’Empire apportent nombre d’améliorations, dont une imposition foncière égale pour tous, et proportionnelle à la valeur des biens de chacun. Afin de la mettre en place sur des bases précises, la levée d’un cadastre est décidée. La loi de finances du 15 septembre 1807 précise ses modalités, mais sa réalisation est longue à mettre en œuvre, les fonctionnaires du cadastre traitant les communes par groupes géographiques successifs. Ce n’est qu’en 1834 que le cadastre dit napoléonien de Saint-Julien est achevé.
Au milieu du XIXe siècle, une fabrique textile employait 10 ouvriers.
Comme de nombreuses communes du département, celle de Saint-Julien se dote d’écoles bien avant les lois Jules Ferry : en 1863, l’école installée au chef-lieu dispense une instruction primaire aux garçons. Aucune instruction n’est donnée aux filles : ni la loi Falloux (1851), qui impose l’ouverture d’une école de filles aux communes de plus de 800 habitants, ni la première loi Duruy (1867), qui abaisse ce seuil à 500 habitants, ne concernent Saint-Julien, et ce n’est qu’avec les lois Ferry que les filles d’Allons sont régulièrement scolarisées.
Le 10 juin 1944, 13 résistants ont été sélectionnés dans le quartier allemand de la maison d'arrêt de Nice pour être exécutés dans des représailles. Parmi ces résistants, 4 jeunes Niçois membres d'un groupe de résistants du lycée de garçons arrêtés avec Jacques Adam le 9 juin 1944 en revenant du maquis du Férion près de Levens. Les résistants Pierre Appolin et Joseph Graffino sont exécutés sur la route le 10 juin à Bar-sur-Loup en représailles de l'attentat qui a coûté la vie au consul fasciste républicain d'Antibes le 17 mars 1944. Les 11 autres (dont les 4 lycéens et Jacques Adam) sont exécutés à Saint-Julien-du-Verdon le 11 juin en représailles des actions des maquisards FTPF.
En 1955, la commune de Saint-Julien devient Saint-Julien-du-Verdon.

### Héraldique
| Blason de Saint-Julien-du-Verdon | Blason  | De gueules à un mouton d'argent et un chef d'or, chargé de trois croisettes de gueules,. |
| Blason de Saint-Julien-du-Verdon | Détails | Le statut officiel du blason reste à déterminer.                                         |

## Politique et administration

### Liste des maires
| Période                                  | Période                       | Identité         | Étiquette | Qualité                              |
| ---------------------------------------- | ----------------------------- | ---------------- | --------- | ------------------------------------ |
| Les données manquantes sont à compléter. |                               |                  |           |                                      |
| mai 1945                                 |                               | Jean Martel      |           |                                      |
|                                          |                               |                  |           |                                      |
|                                          | 2003                          | Roger Reybaud    |           |                                      |
| 2003                                     | En cours (au 21 octobre 2014) | Thierry Collomp, | DVG       | Conseiller départemental depuis 2017 |

### Budget et fiscalité 2016
En 2016, le budget de la commune était constitué ainsi :
- total des produits de fonctionnement : 224 000 €, soit 1 399 € par habitant ;
- total des charges de fonctionnement : 185 000 €, soit 1 154 € par habitant ;
- total des ressources d’investissement : 152 000 €, soit 947 € par habitant ;
- total des emplois d’investissement : 34 000 €, soit 212 € par habitant.
- endettement : 8 000 €, soit 49 € par habitant.

Avec les taux de fiscalité suivants :
- taxe d’habitation : 11,95 % ;
- taxe foncière sur les propriétés bâties : 19,95 % ;
- taxe foncière sur les propriétés non bâties : 60,27 % ;
- taxe additionnelle à la taxe foncière sur les propriétés non bâties : 58,73 % ;
- cotisation foncière des entreprises : 23,26 %.

Chiffres clés Revenus et pauvreté des ménages en 2014 : Médiane en 2014 du revenu disponible, par unité de consommation : 21 378 €.

### Intercommunalité
Saint-Julien-du-Verdon a fait partie, jusqu'en 2016, de la communauté de communes du Teillon. Depuis le 1er janvier 2017, elle est membre de la communauté de communes Alpes Provence Verdon - Sources de Lumière.

### Climat
Pour des articles plus généraux, voir Climat de Provence-Alpes-Côte d'Azur et Climat des Alpes-de-Haute-Provence.
En 2010, le climat de la commune est de type climat méditerranéen altéré, selon une étude du Centre national de la recherche scientifique s'appuyant sur une série de données couvrant la période 1971-2000. En 2020, Météo-France publie une typologie des climats de la France métropolitaine dans laquelle la commune est exposée à un climat de montagne ou de marges de montagne et est dans la région climatique Alpes du sud, caractérisée par une pluviométrie annuelle de 850 à 1 000 mm, minimale en été.
Pour la période 1971-2000, la température annuelle moyenne est de 10,6 °C, avec une amplitude thermique annuelle de 16,2 °C. Le cumul annuel moyen de précipitations est de 969 mm, avec 6,5 jours de précipitations en janvier et 5 jours en juillet. Pour la période 1991-2020, la température moyenne annuelle observée sur la station météorologique de Météo-France la plus proche, « Castellane », sur la commune de Castellane à 8 km à vol d'oiseau, est de 10,5 °C et le cumul annuel moyen de précipitations est de 999,7 mm. 
La température maximale relevée sur cette station est de 40,8 °C, atteinte le 28 juin 2019 ; la température minimale est de −20,5 °C, atteinte le 10 janvier 1985,,.
Les paramètres climatiques de la commune ont été estimés pour le milieu du siècle (2041-2070) selon différents scénarios d'émission de gaz à effet de serre à partir des nouvelles projections climatiques de référence DRIAS-2020. Ils sont consultables sur un site dédié publié par Météo-France en novembre 2022.

## Urbanisme

### Typologie
Au 1er janvier 2024, Saint-Julien-du-Verdon est catégorisée commune rurale à habitat dispersé, selon la nouvelle grille communale de densité à 7 niveaux définie par l'Insee en 2022.
Elle est située hors unité urbaine et hors attraction des villes,.

### Occupation des sols
L'occupation des sols de la commune, telle qu'elle ressort de la base de données européenne d’occupation biophysique des sols Corine Land Cover (CLC), est marquée par l'importance des forêts et milieux semi-naturels (71,2 % en 2018), une proportion identique à celle de 1990 (71,2 %). La répartition détaillée en 2018 est la suivante : 
forêts (65,5 %), eaux continentales (16,2 %), zones agricoles hétérogènes (12,6 %), milieux à végétation arbustive et/ou herbacée (5,6 %).
L'évolution de l’occupation des sols de la commune et de ses infrastructures peut être observée sur les différentes représentations cartographiques du territoire : la carte de Cassini (XVIIIe siècle), la carte d'état-major (1820-1866) et les cartes ou photos aériennes de l'IGN pour la période actuelle (1950 à aujourd'hui).

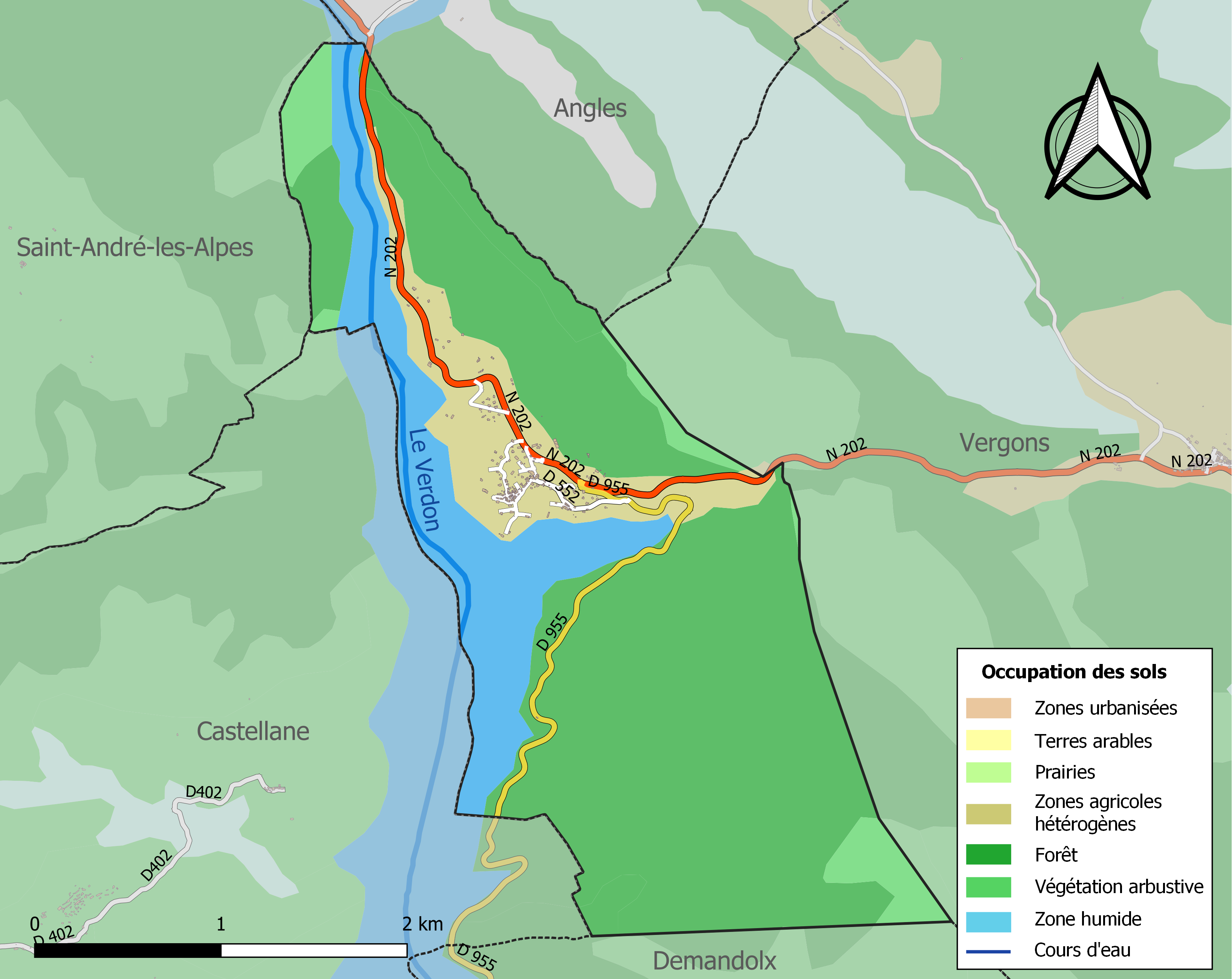
Carte de l'occupation des sols de la commune en 2018 (CLC).

## Population et société

### Démographie

#### Évolution démographique
En 2022, Saint-Julien-du-Verdon comptait 176 habitants. À partir du XXIe siècle, les recensements réels des communes de moins de 10 000 habitants ont lieu tous les cinq ans (2007, 2012, 2017, etc. pour Saint-Julien-du-Verdon). Depuis 2004, les autres chiffres sont des estimations.
Le pic de population de 1901 est contemporain des travaux d'achèvement de la ligne du chemin de fer de Nice à Digne.
| 1315    | 1471   | 1765 | 1793 | 1800 | 1806 | 1821 | 1831 | 1836 | 1841 |
| ------- | ------ | ---- | ---- | ---- | ---- | ---- | ---- | ---- | ---- |
| 11 feux | 7 feux | 194  | 140  | 152  | 164  | 178  | 175  | 171  | 170  |

| 1846 | 1851 | 1856 | 1861 | 1866 | 1872 | 1876 | 1881 | 1886 | 1891 |
| ---- | ---- | ---- | ---- | ---- | ---- | ---- | ---- | ---- | ---- |
| 183  | 194  | 199  | 181  | 173  | 167  | 161  | 162  | 153  | 155  |

| 1896 | 1901 | 1906 | 1911 | 1921 | 1926 | 1931 | 1936 | 1946 | 1954 |
| ---- | ---- | ---- | ---- | ---- | ---- | ---- | ---- | ---- | ---- |
| 131  | 223  | 167  | 117  | 114  | 97   | 121  | 94   | 95   | 97   |

| 1962 | 1968 | 1975 | 1982 | 1990 | 1999 | 2006 | 2022 | - | - |
| ---- | ---- | ---- | ---- | ---- | ---- | ---- | ---- | - | - |
| 75   | 64   | 66   | 67   | 94   | 108  | 134  | 176  | - | - |

L’histoire démographique de Saint-Julien-du-Verdon, après la saignée des XIVe et XVe siècles et le long mouvement de croissance jusqu’au début du XIXe siècle, est marquée par une période d’« étale » où la population reste relativement stable à un niveau élevé. Cette période dure de 1821 à 1861. L’exode rural provoque ensuite un mouvement de recul démographique de longue durée. La perte est relativement lente, puisque ce n’est qu’en 1926 que la commune enregistre la perte de la moitié de sa population du maximum historique de 1856. Le mouvement de recul se poursuit jusqu’aux années 1960. Après une période de stabilisation d’une quinzaine d’années, la population s’est remis à croître dans les années 1980 pour revenir à ses hauts niveaux du XIXe siècle.

## Lieux et monuments

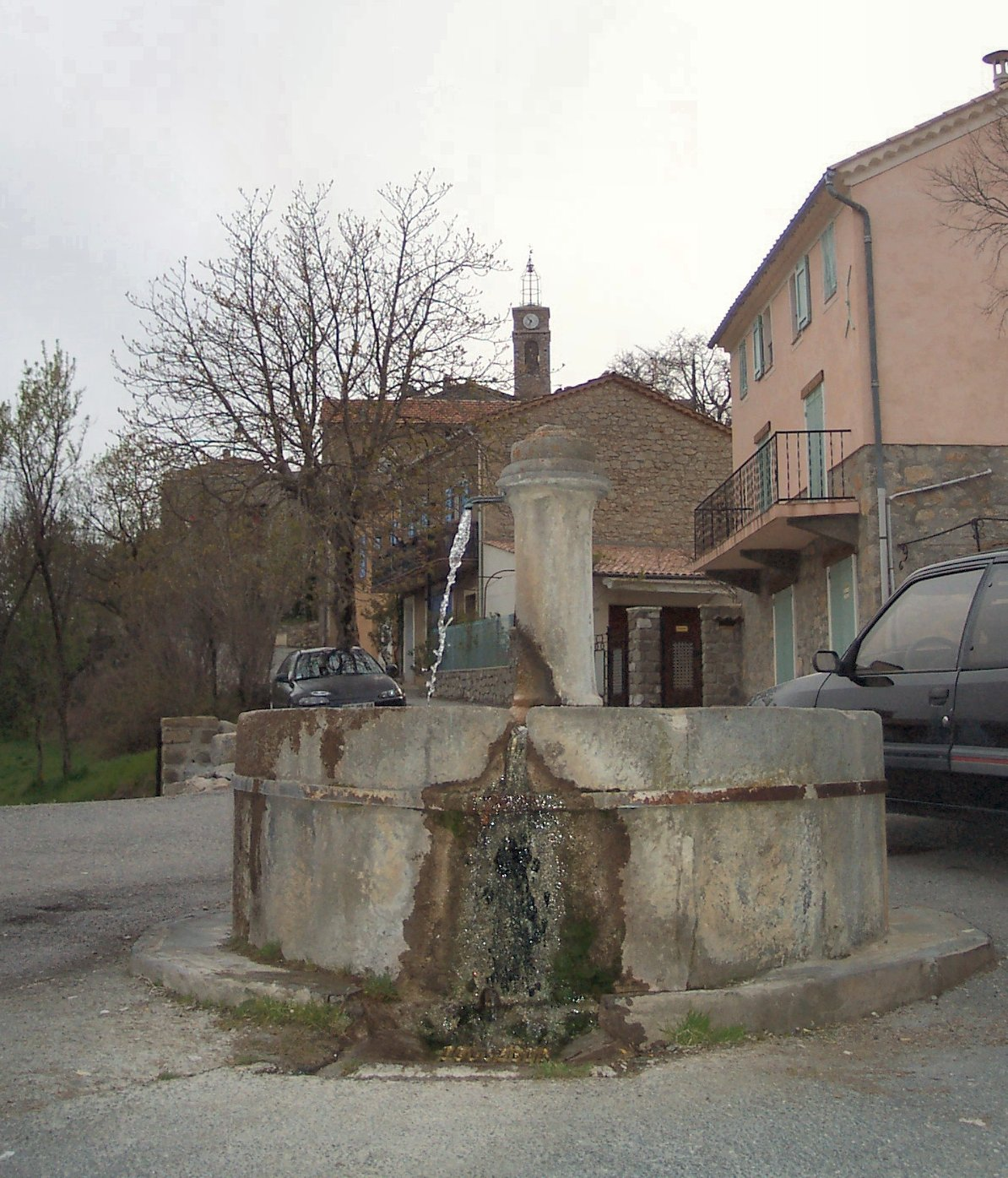
Fontaine du village

- L’église paroissiale Notre-Dame-de-l’Assomption[52], du début du XVIIIe siècle, est un ancien prieuré de l’abbaye de Lérins. Le chœur et les trois travées de la nef sont voûtés d’arêtes [53]. L’autel date de 1660 [54].

Le mobilier de l’église comprend :
Un tableau d’André Jean, représentant la mort d’un évêque , ou saint Joseph selon les Monuments historiques, qui le datent de 1665 (autour de 1700 selon Raymond Collier) et classé monument historique au titre objet ;
Un tableau représentant le couronnement de la Vierge, datant de 1660 , lui aussi classé.
- L’église du haut du village, sous le vocable de Saint-Julien et le patronage de saint Roch[59],[18], construite en 1862, est plus courte d’une travée ; nef et chœur sont voûtés d’arêtes.

Deux chapelles donnant dans la travée de chœur forment un faux transept.
Le clocher est installé dans une tour construite contre l’église, du côté sud .
- Monuments commémoratifs[61],[62].
- Le Lac de Castillon.

## Personnalités liées à la commune
- Abbé Brun de la Combe, oratorien, auteur du Triomphe du Nouveau Monde contre le supérieur de son ordre le révérend père Moisset (1785), et qui fut expulsé de l’ordre pour cette raison[63],[64].
- Boeuf (Alphonse, Benoît)[65], personne morte en déportation.
- Francis Collomp (1949-2019), ingénieur français otage d'Ansaru, libéré depuis Novembre 2013.